# Grimm (2003)
Grimm ist ein niederländisches Filmdrama mit tragikomischen Elementen des Regisseurs Alex van Warmerdam aus dem Jahr 2003. Die Handlung thematisiert das Märchen Hänsel und Gretel der Brüder Grimm.

## Handlung
Marie und Jacob sind junge Erwachsene, die von ihren Eltern im Wald ausgesetzt werden. Dies ist der Beginn eines klassischen Roadmovies. Auf ihrem Weg durch den Wald treffen sie auf einen Bauernhof. Jacob wird zu sexuellen Handlungen mit der Bauersfrau genötigt, aber die Geschwister können fliehen. Sie versuchen zu ihrem Onkel in Spanien zu gelangen, der jedoch bereits verstorben ist. Unterwegs versucht sich Marie als Prostituierte, wird jedoch von Jacob daran gehindert. Später überfällt Marie in einer Tankstelle eine Passantin und raubt deren Kleidung.
In Spanien lernt Marie den Arzt Diego kennen, der in gehobenen Verhältnissen mit seiner kranken Schwester Teresa auf einer abgelegenen Finca lebt. Diego heiratet Marie – Jacob ist eifersüchtig. Schließlich wird Diegos Motivation offenbar. Er entnimmt Jacob eine Niere, um sie seiner Schwester zu transplantieren. Jacob wird in einer entlegenen Gegend ausgesetzt. Marie flüchtet. Die Geschwister verstecken sich in einer verlassenen Western-Filmkulisse. Sie töten Diego. In der letzten Szene stolpern Jacob und Marie durch karges, trockenes Gelände.

## Kritik
Laut Fernsehsender ZDF versetzt Alex van Warmerdam „die traurige Fabel in die heutige Zeit, charakterisiert das Geschwisterpaar als unterschwellig inzestuös und entwickelt daraus eine schwarze Komödie, die mit Elementen des Roadmovies, aber auch des Kriminal- und Erotikfilms arbeitet.“

## Auszeichnungen (Auswahl)
Die Produktion wurde mehrfach international nominiert und im Jahr 2004 beim Niederländischen Filmfestival mit dem Film Poster Award ausgezeichnet.